# Władysławów (gmina)
Pour les articles homonymes, voir Władysławów.
Władysławów [vwadɨˈswavuf] est une commune rurale de la voïvodie de Grande-Pologne et du powiat de Turek. Elle s'étend sur 90,7 km2 et comptait 7 992 habitants en 2010.
Elle se situe à environ 10 kilomètres au nord de Turek et à 111 kilomètres à l'est de Poznań, la capitale régionale.

## Géographie
| - Plan de la gmina de Władysławów. - Situation de la gmina dans le powiat de Turek. |